# Chiesa dell'Assunzione di Maria Vergine (Corniglio, Grammatica)
La chiesa dell'Assunzione di Maria Vergine, nota anche come santuario dei Monti della Beata Vergine di Fontanellato, è un luogo di culto cattolico dalle forme neoromaniche, situato in strada Val Bratica 109 a Grammatica, frazione di Corniglio, in provincia e diocesi di Parma; è sede di una parrocchia compresa nella zona pastorale della Montagna.

## Storia
Il luogo di culto originario fu costruito in epoca imprecisata; la piccola cappella, inizialmente dipendente dalla chiesa di Casarola, divenne sede parrocchiale autonoma nel 1530 e fu in seguito a tale circostanza che l'edificio fu ampliato e ristrutturato per volere degli abitanti di Grammatica, che ne ottennero il diritto di patronato; tuttavia, la più antica testimonianza certa dell'esistenza della chiesa risale solo al 1651, quando fu menzionata nel resoconto di una visita pastorale.
Nel 1836 il tempio fu dotato della prima torre campanaria, posta sul lato orientale della facciata.
Nei decenni seguenti la chiesa fu interessata da vari interventi di restauro degli interni.
Nel 1908 il luogo di culto fu sottoposto a radicali interventi di ristrutturazione in forme neoromaniche, con l'edificazione del secondo campanile simmetrico al primo, la ricostruzione della facciata, la realizzazione dell'arco trionfale, il rifacimento delle pavimentazioni interne e l'aggiunta dei due altari laterali marmorei.
Nel 1923 un incendio si sviluppò nella zona presbiteriale, distruggendo l'altare maggiore ligneo settecentesco.
Il 15 agosto 1938, in seguito alla donazione di una statua raffigurante la Madonna di Fontanellato da monsignor Ormisda Pellegri, il vescovo di Parma Evasio Colli eresse la chiesa a santuario mariano, dedicato ai Monti della Beata Vergine di Fontanellato.

## Descrizione

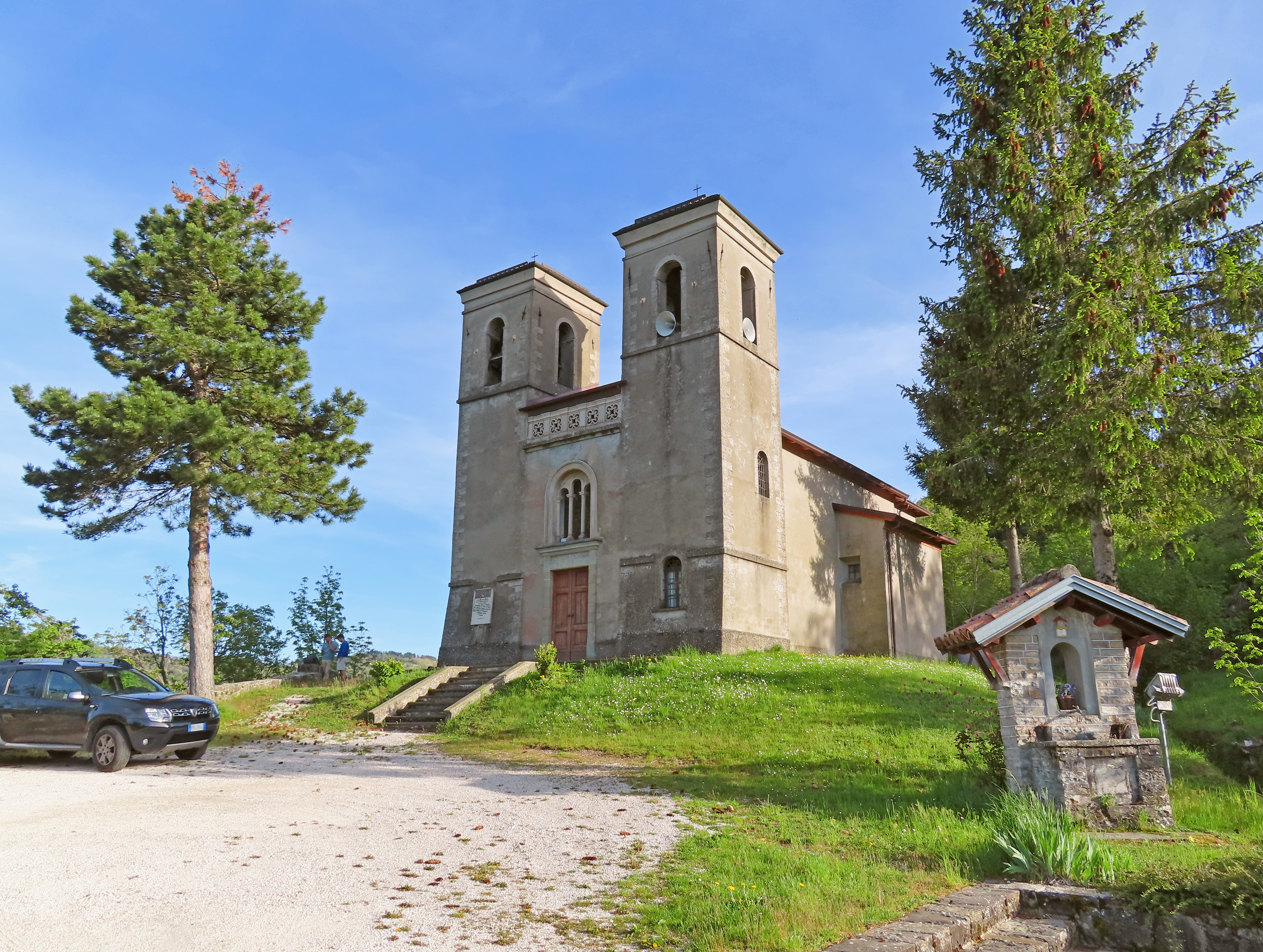
Facciata e lato ovest

La chiesa si sviluppa su un impianto a navata unica affiancata da una cappella per parte, con ingresso a nord e presbiterio a sud.
La simmetrica facciata, intonacata come il resto dell'edificio, sorge in posizione sopraelevata rispetto al sagrato ed è preceduta da una breve scalinata centrale; nel mezzo è collocato l'ampio portale d'ingresso, delimitato da una cornice bugnata e sormontato da un architrave in aggetto, sopra il quale si apre una trifora ad arco a tutto sesto; in sommità corre orizzontalmente un alto fregio traforato, coronato dal cornicione. Ai lati si elevano simmetricamente i due campanili con basamento a scarpa, di cui quello destro illuminato da una monofora a tutto sesto alla base; le celle campanarie si affacciano sulle quattro fronti delle torri attraverso ampie aperture a tutto sesto.
Dai fianchi aggettano i bassi volumi delle cappelle laterali.
All'interno la navata, coperta da due volte a crociera, è suddivisa da un'ampia arcata a testo sesto in due campate, di cui la seconda affiancata dalle cappelle laterali coronate da volte a botte lunettate; la controfacciata accoglie la cantoria, risalente alla metà del XVIII secolo.
Il presbiterio, lievemente sopraelevato, è preceduto dall'arco trionfale a tutto sesto; l'ambiente, coronato da una volta a crociera e illuminato lateralmente da due finestre, ospita nel mezzo l'altare maggiore metallico a mensa, aggiunto intorno al 1980.
La chiesa conserva alcune opere di pregio, tra cui il fonte battesimale in pietra risalente alla fine del XVII secolo, un dipinto raffigurante la Madonna del Rosario, uno stendardo seicentesco rappresentante la Madonna del Rosario e i Misteri e altri coevi oggetti liturgici in argento.